# Gładki Wierch

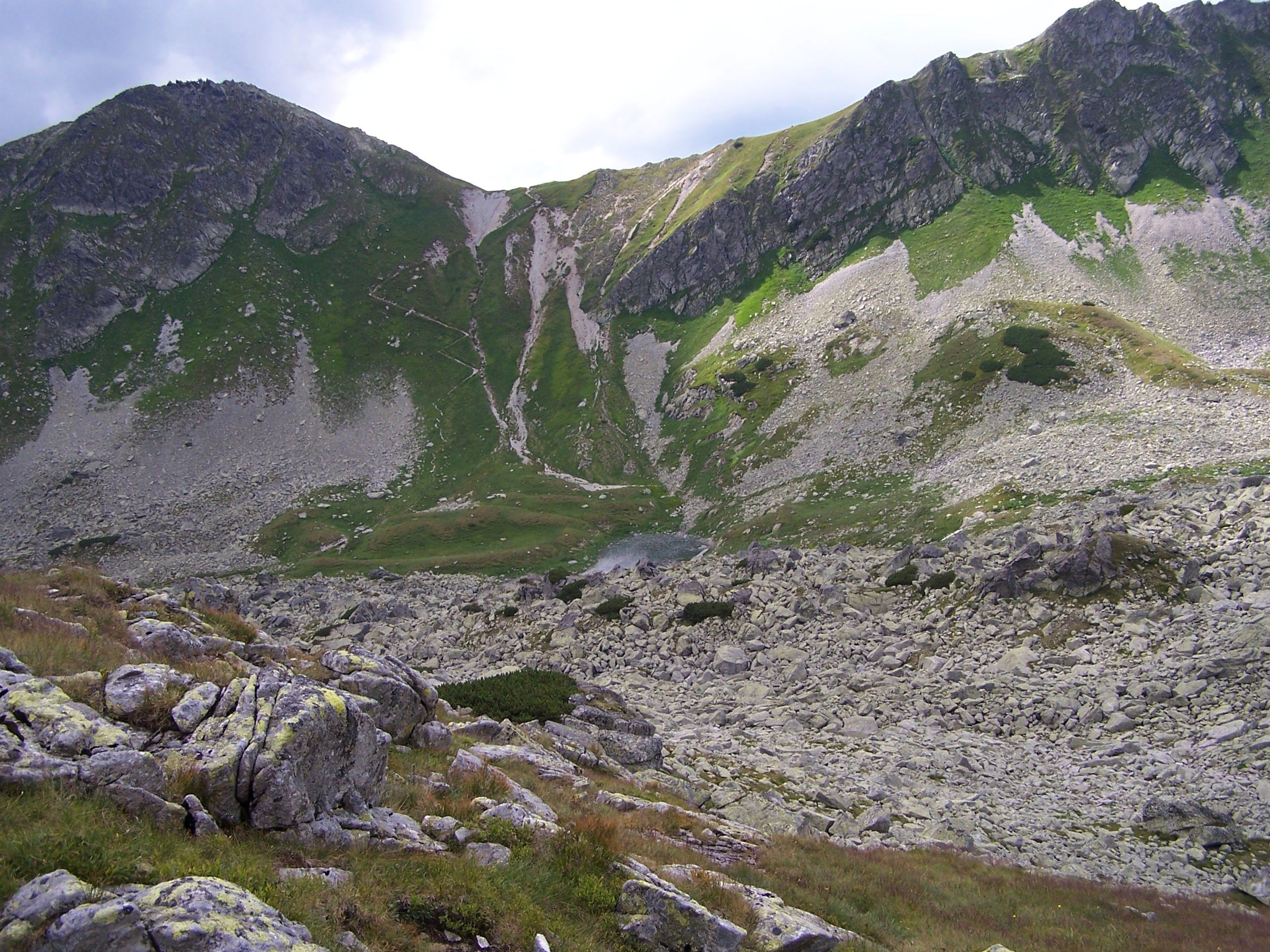
Blick vom Gipfel Kołowa Czuba über dem Tal Dolina pod Kołem

Der Glatte Berg (polnisch Gładki Wierch, slowakisch Hladký štít) ist ein Berg an der polnisch-slowakischen Grenze in der Hohen Tatra mit 2065 m im Massiv der Liptowskie Mury.

## Lage und Umgebung
Die Staatsgrenze verläuft über den Hauptgrat der Tatra, auf dem sich der Gładki Wierch befindet. Unterhalb des Gipfels liegen zwei Täler, das Tal Fünfseental im Norden und das Tal Smrečinertal im Süden.
Vom Gipfel der Gładka Kotelnica im Osten wird der Glatte Berg durch den Bergpass Glatte Scharte (Gładka Ławka) getrennt, von dem westlich gelegenen Gipfel Valentinsberg durch den Bergpass Glatter Pass.

## Etymologie
Der polnische Name Gładki Wierch lässt sich als Glatter Gipfel übersetzen.

## Flora und Fauna
Trotz seiner Höhe besitzt der Glatte Berg eine bunte Flora und Fauna. Es treten zahlreiche Pflanzenarten auf, insbesondere hochalpine Blumen und Gräser. Neben Insekten und Weichtieren sowie Raubvögeln besuchen auch Murmeltiere und Gämsen den Gipfel.

## Besteigungen
Erstbesteigungen:
- Sommer: Teodor Eichenwald, Ferdynand Rabowski, Jan Bachleda Tajber, Wojciech Tylka Suleja am 2. August 1903
- Winter: Józef Grabowski am 3. Februar 1912

## Tourismus
Auf den Glatten Berg führt derzeit kein markierter Wanderweg. Der geplante Kammweg wurde nie fertig gestellt. Ein gelb markierter Wanderweg führt jedoch nördlich unterhalb des Gipfels vom Bergpass Szpiglasowa Przełęcz in das Tal Dolina Pięciu Stawów Polskich. Als Ausgangspunkt für diesen eignen sich die Berghütten Schronisko PTTK nad Morskim Okiem sowie Schronisko PTTK w Dolinie Pięciu Stawów Polskich. Auf den nahe gelegenen Gebirgspass Gładka Przełęcz führt von polnischer Seite ein nicht markierter Wanderweg und von slowakischer Seite ein markierter Wanderweg.
In den Jahren 1929–1930 wurde auf dem Berg eine Wetterstation der Krakauer Jagiellonen-Universität errichtet. Sie besteht nicht mehr.

## Belege
- Zofia Radwańska-Paryska, Witold Henryk Paryski, Wielka encyklopedia tatrzańska, Poronin, Wyd. Górskie, 2004, ISBN 83-7104-009-1.
- Tatry Wysokie słowackie i polskie. Mapa turystyczna 1:25.000, Warszawa, 2005/06, Polkart, ISBN 83-87873-26-8.